# Callistemon acuminatus
Callistemon acuminatus és una espècie de planta de la família de les Mirtàcies, endèmica d'Austràlia. És un arbust perenne que es troba sobre sòls humits no inundats a zones humides. És una espècie que s'usa com a planta ornamental.